# Dégras
Dégras (franz.) nennt man in der Gerberei das Gerberfett oder Abfallfett. Das beim Entfetten von Leder gewonnene Fett besteht aus Tran, der durch Einwirkung der Luft mehr oder weniger verändert ist. Es bildet je nach dem Tran, von dem es stammt, ein dick- oder dünnflüssiges, braunes, graues oder gelbes, trübes Öl.

## Herstellung
Dégras kann bei der Herstellung von Weichleder gewonnen werden. Dabei wird das Leder mit Tran behandelt und durchgewalkt, zwischendurch aufgehängt und in einem warmen Raum aufgeschichtet. Der Tran verbindet sich dabei durch Oxydation mit den Tierfasern und verleiht dem Leder seine besondere Beschaffenheit. Das überschüssige Fett wird anschließend beispielsweise durch Wringen oder Pressen entfernt. Auf diese Art entsteht das Dégras. Eine minderwertigere Sorte kann durch die Auswaschung der Felle und Behandlung mit warmer Pottaschelösung gewonnen werden. Zudem konnte ein künstliches Dégras aus dem Olein der Stearinherstellung gewonnen werden, dem teilweise Gerbsäure oder Kalkseife zugesetzt wurde.

## Anwendung
Für die Verwendung können 3 Teile Dégras und 1 Teil zerlassener Talg vermischt werden. Das Mischungsverhältnis richtet sich dabei nach der Anwendung oder den Eigenschaften des in der Gerberei verwendeten Wassers. Ist dieses sehr kalkhaltig, so wird mehr Talg benötigt, ist es hingegen eisenhaltig so wird der Anteil an Dégras erhöht. Das fertige Gemisch sollte vor Gebrauch einige Tage stehen und wird kalt auf die Innenseite des Fells aufgetragen. Dadurch wird eine gleichmäßige Färbung erreicht. Das Leder wird durch das Kaltschmieren glatter.